# Ben Davies (Fußballspieler, 1981)
Benjamin James Davies (* 27. Mai 1981 in Birmingham) ist ein englischer Fußballspieler, der seit 2015 beim Viertligisten FC Portsmouth  unter Vertrag steht.

## Karriere

### Chester City und Shrewsbury Town
Nach seinen ersten Stationen beim FC Walsall und Kidderminster Harriers wechselte Ben Davies am 9. Mai 2002 zu Chester City. Mit seiner Mannschaft gewann er in der Saison 2003/04 die Meisterschaft in der fünftklassigen Football Conference. Nach zwei Spielzeiten in der Football League Two verpflichtete ihn am 20. Mai 2006 Shrewsbury Town. Mit seiner ebenfalls in der vierten Liga spielenden neuen Mannschaft erreichte Davies (46 Ligaspiele/12 Tore) das Play-off-Finale der Saison 2006/07. Im Finale vor 61.589 Zuschauern in Wembley verlor Shrewsbury ohne den verletzten Ben Davies mit 1:3 gegen die Bristol Rovers und verpasste damit den Aufstieg. Zwei Jahre später zog der Verein erneut als Tabellensiebter ins Play-off-Finale ein. Auch der diesmal 90 Minuten zum Einsatz kommende Davies konnte die abermalige Niederlage nicht vermeiden (0:1 gegen den FC Gillingham).

### Notts County und Derby County
Am 2. Juli 2009 wechselte Davies zum Ligakonkurrenten Notts County. In der Saison 2009/10 steuerte er fünfzehn Tore zum Gewinn der Meisterschaft bei und wurde zudem ins PFA Team of the Year der vierten Liga gewählt. Nach einem für ihn erneut guten Start in die Football League One 2010/11, verpflichtete ihn am 20. Januar 2011 der Zweitligist Derby County. In der Rückrunde der Football League Championship 2010/11 kam er nicht wie erhofft zur Geltung, steigerte seine Leistungen jedoch in der Saison 2011/12 und beendete die Spielzeit mit Derby als Tabellenzwölfter.